# Vineam quam plantavit
Vineam quam plantavit („Der bepflanzte Weinberg…“) ist eine Enzyklika von Papst Pius VII., die am 12. Juni 1817 veröffentlicht wurde.
Der Papst kündigte, nach der napoleonischen Herrschaft, die Wiederherstellung der Diözesen in Frankreich an und schlägt den Aufbau weiterer  Bistümer und Erzbistümer vor. Um dieses Ziel zu erlangen, fordert der Papst die Bischöfe Frankreichs zur Mitarbeit auf. Er beabsichtige, dem „Weinberg Frankreich“ wieder zur alten Blüte zu verhelfen und bittet den neuen König Ludwig XVIII., der seit 1816 regierte, um Unterstützung.